# Akito Suzuki
Pour les articles homonymes, voir Suzuki (homonymie).
Akito Suzuki (鈴木 章斗, Suzuki Akito), né le 30 juillet 2003 à Higashiōsaka au Japon, est un footballeur japonais évoluant au poste d'avant-centre au Shonan Bellmare.

## Biographie

### En club
Né à Higashiōsaka au Japon, Akito Suzuki est formé par le Gamba Osaka puis il étudie à l'Université Hannan avant de rejoindre le Shonan Bellmare au début de l'année 2022. Il fait ses débuts en professionnel le 23 février 2022, lors d'un match de coupe de la Ligue japonaise contre Avispa Fukuoka. Il entre en jeu à la place de Shota Kobayashi et son équipe s'impose par trois buts à un.
Il joue sa première rencontre de J1 League, la première division japonaise, le 2 avril 2022 contre le Sanfrecce Hiroshima. Il est titularisé et son équipe est battue par un but à zéro.
Suzuki inscrit son premier but en professionnel le 15 avril 2023, lors d'une rencontre de championnat face au Yokohama F. Marinos. Entré en jeu à la place d'Hiroyuki Abe, il marque le but égalisateur de son équipe (1-1 score final),.